# Вітон (Іллінойс)
Вітон (англ. Wheaton) — місто (англ. city) в США, в окрузі Дюпаж штату Іллінойс. Населення — 53 970 осіб (2020).

## Географія
Вітон розташований за координатами 41°51′22″ пн. ш. 88°6′27″ зх. д. / 41.85611° пн. ш. 88.10750° зх. д. (41.856134, -88.107453).  За даними Бюро перепису населення США в 2010 році місто мало площу 29,63 км², з яких 29,14 км² — суходіл та 0,48 км² — водойми.

## Демографія
Згідно з переписом 2010 року, у місті мешкали 52 894 особи в 19 191 домогосподарстві у складі 13 299 родин. Густота населення становила 1785 осіб/км².  Було 20112 помешкання (679/км²).
Расовий склад населення:
| - 87,3 % — білих - 5,1 % — азіатів - 4,5 % — чорних або афроамериканців - 0,2 % — корінних американців |

До двох чи більше рас належало 2,0 %. Частка іспаномовних становила 4,9 % від усіх жителів.
За віковим діапазоном населення розподілялося таким чином: 23,8 % — особи молодші 18 років, 63,9 % — особи у віці 18—64 років, 12,3 % — особи у віці 65 років та старші. Медіана віку мешканця становила 38,4 року. На 100 осіб жіночої статі у місті припадало 95,2 чоловіків;  на 100 жінок у віці від 18 років та старших — 92,3 чоловіків також старших 18 років.
Середній дохід на одне домашнє господарство  становив 115 874 долари США (медіана — 85 705), а середній дохід на одну сім'ю — 140 299 доларів (медіана — 109 852). Медіана доходів становила 74 620 доларів для чоловіків та 51 652 долари для жінок. За межею бідності перебувало 6,9 % осіб, у тому числі 6,4 % дітей у віці до 18 років та 6,9 % осіб у віці 65 років та старших.
Цивільне працевлаштоване населення становило 27 328 осіб. Основні галузі зайнятості: освіта, охорона здоров'я та соціальна допомога — 25,6 %, науковці, спеціалісти, менеджери — 15,1 %, виробництво — 10,0 %, фінанси, страхування та нерухомість — 9,8 %.